# Barry Hughart
 (août 2019).
Si vous disposez d'ouvrages ou d'articles de référence ou si vous connaissez des sites web de qualité traitant du thème abordé ici, merci de compléter l'article en donnant les références utiles à sa vérifiabilité et en les liant à la section « Notes et références ».
Œuvres principales
- Série Une aventure de Maître Li et Bœuf Numéro Dix

Barry Hughart, né le 13 mars 1934 à Peoria dans l’Illinois et mort le 1er août 2019, est un auteur et romancier américain de fantasy.

## Biographie
La passion de Barry Hughart pour la culture et la mythologie chinoise le pousse à donner naissance aux Aventures de Maître Li et Bœuf numéro Dix, une série se déroulant selon son auteur dans « Une Chine Ancienne qui ne fut jamais ».
Maître Li Kao, vieillard alcoolique et brillant détective (digne émule du Juge Ti) et son assistant l'imposant Lou You alias Bœuf numéro Dix mènent leurs enquêtes narrées avec beaucoup d'humour dans la Chine magique du IVe siècle.
Le premier tome La Magnificence des oiseaux sort en 1984 dans une collection de littérature générale. Le succès n'est pas au rendez-vous. L'année suivante, sur l'intervention d'Anne McCaffrey fan des premiers jours, les éditions Del Rey Books rééditent l'ouvrage, cette fois-ci dans une collection de fantasy. Le succès est immédiat et la même année, le livre reçoit le prestigieux prix World Fantasy du meilleur roman (ex-aequo avec La Forêt des Mythagos de Robert Holdstock) et l'année suivante le prix Mythopoeic.
En 1988, paraît La Légende de la pierre puis, en 1991, Huit Honorables Magiciens. Barry Hughart prévoit une série en sept volumes, mais à la suite de divers conflits éditoriaux, il doit y renoncer. Il reproche à son éditeur de ne pas l'avoir averti des récompenses obtenues par La Magnificence des oiseaux mais, en définitif, c’est face au refus de publier ses romans dans des éditions cartonnées que Barry Hughart renonce à l'écriture.
Depuis, il habitait Tucson en Arizona. Il décède le 1er août 2019 à l'âge de quatre-vingt cinq ans[réf. nécessaire].

## Œuvres

### SérieLes aventures de Maître Li et Bœuf Numéro Dix
1. La Magnificence des oiseaux, Denoël, coll. Lunes d'encre, 2000 ((en) Bridge of Birds, 1984)Réédition Galimard, collection Folio SF no 464, 2013
2. La Légende de la pierre, Denoël, coll. Lunes d'encre, 2001 ((en) The Story of the Stone, 1988)Réédition Galimard, collection Folio SF no 466, 2013
3. Huit honorables magiciens, Denoël, coll. Lunes d'encre, 2002 ((en) Eight Skilled Gentlemen, 1991)Réédition Galimard, collection Folio SF no 469, 2014